# Altiapa klossi
Altiapa klossi is een vlinder uit de onderfamilie Satyrinae van de familie Nymphalidae.
De wetenschappelijke naam van de soort werd, als Platypthima klossi, voor het eerst geldig gepubliceerd in 1915 door Lionel Walter Rothschild.